# HD 82943 c
إتش دي 82943 ج (بالإنجليزية: HD 82943 c)‏ هو كوكب خارج المجموعة الشمسية يبعد 89 سنة ضوئية، ويقع في كوكبة الشجاع. أعلن عام 2001 أن الكوكب يدور حول نجم نسق أساسي من النوع G يسمى إتش دي 82943. ويعد الكوكب هو الأقرب لنجمه من بين كوكبين يدوران حول النجم.

## وصلات خارجية
- "Notes for planet HD 82943 c". The Extrasolar Planets Encyclopaedia. مؤرشف من الأصل في 2019-12-07. اطلع عليه بتاريخ 2008-07-15.
- "The Harsh Destiny of a Planet?". المرصد الأوروبي الجنوبي. 9 مايو 2001. مؤرشف من الأصل في 2009-06-09. اطلع عليه بتاريخ 2008-07-15.